# Laglöst land
Laglöst land är en amerikansk västernfilm i regi av John Ford. Den bygger löst på händelserna kring revolverstriden vid O.K. Corral, men mycket av handlingen och karaktärerna är ren fiktion. Filmen är upptagen i amerikanska National Film Registry.

## Rollista
- Henry Fonda - Wyatt Earp
- Linda Darnell - Chihuahua
- Victor Mature - Doc Holliday
- Cathy Downs - Clementine Carter
- Walter Brennan - Clanton
- Tim Holt - Virgil Earp
- Ward Bond - Morgan Earp
- Alan Mowbray - Granville Thorndyke
- John Ireland - Billy Clanton
- Roy Roberts - borgmästare
- Jane Darwell - Kate Nelson
- Grant Withers - Ike Clanton
- J. Farrell MacDonald - Mac
- Russell Simpson - John Simpson
- Mae Marsh - Simpsons syster (ej krediterad)